# C4H7N3O2
化学式C4H7N3O2（摩尔质量：129.12 g/mol）可以指：
- 叠氮乙酸乙酯，CAS号：637-81-0
- 4-叠氮丁酸，CAS号：54447-68-6
- 4-甲基-5-甲氧基-1,2,4-三唑啉-3-酮，CAS号：135302-13-5

|  | 这个同类索引页列出了具有相同分子式的化学物（即同分異構體）条目。 除非您是有意链接至本页，否则应将相应条目的内部链接指向正确的条目。 |